# Collen Kebinatshipi
Busang Collen Kebinatshipi (né le 13 février 2004) est un athlète botswanais, spécialiste du 400 mètres.

## Biographie
En 2021, il décroche le titre mondial junior avec le collectif botswanais sur le relais 4 × 400 mètres. 
L'année suivante, il ramène deux titres des championnats d'Afrique sur les relais 4×400 m et 4×400 m mixte.  
En 2023, il devient champion d'Afrique junior du 400 m et du 4×400 m. Sa marque de 44 s 91 réalisée à cette occasion sur 400 m lui permet de réaliser les minimas pour les mondiaux d'athlétisme se déroulant à Budapest en août de la même année.  
En 2024, il fait partie du relais olympique botswanais du 4 × 400 m qui décroche la médaille d'argent, avec ses coéquipiers Bayapo Ndori, Anthony Pesela et Letsile Tebogo, en établissant un nouveau record d'Afrique.

## Palmarès
| Date | Compétition                    | Lieu         | Résultat | Épreuve         | Temps         |
| ---- | ------------------------------ | ------------ | -------- | --------------- | ------------- |
| 2021 | Championnats du monde juniors  | Nairobi      | 1er      | 4×400 m         | 3 min 5 s 22  |
| 2022 | Championnats d'Afrique         | Saint-Pierre | 1er      | 4×400 m         | 3 min 4 s 27  |
| 2022 | Championnats d'Afrique         | Saint-Pierre | 1er      | 4×400 m mixte   | 3 min 21 s 85 |
| 2022 | Championnats du monde juniors  | Cali         | DQ       | 400 m           | -             |
| 2022 | Championnats du monde juniors  | Cali         | Séries   | 4×400 m         | 3 min 9 s 19  |
| 2023 | Championnats d'Afrique juniors | Lusaka       | 1er      | 400 m           | 44 s 91       |
| 2023 | Championnats d'Afrique juniors | Lusaka       | 1er      | 4×400 m         | 3 min 8 s 14  |
| 2024 | Jeux africains                 | Accra        | 2e       | 4 × 400 m       | 2 min 59 s 32 |
| 2024 | Jeux africains                 | Accra        | 2e       | 4 × 400 m mixte | 3 min 13 s 99 |
| 2024 | Relais mondiaux                | Nassau       | 1er      | 4 × 400 m       | 2 min 59 s 11 |
| 2024 | Championnats d'Afrique         | Douala       | 1er      | 4 × 400 m       | 3 min 2 s 23  |
| 2024 | Jeux olympiques                | Paris        | 2e       | 4 × 400 m       | 2 min 54 s 53 |

## Records
| Épreuve | Épreuve   | Marque  | Lieu     | Date         |
| ------- | --------- | ------- | -------- | ------------ |
| 200 m   | Plein air | 20 s 48 | Gaborone | 28 mai 2023  |
| 400 m   | Plein air | 44 s 22 | Lausanne | 23 août 2024 |